# Altentherapie

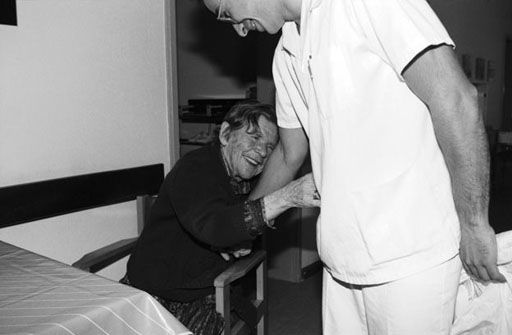
Situative Körperlichkeit in der Altenpflege

Altentherapie ist eine neue Therapieform, die sich seit etwa 2005 vor allem auf dem Hintergrund der Demographie in Deutschland entwickelt. Sie richtet ihr Interesse auf die sog. multimorbiden geriatrischen Patienten, also auf die über 70-Jährigen, die zudem mindestens zwei von fünf typischen geriatrischen Krankheitsbildern aufweisen. Solche Patienten zählen unter Umständen zu denen, deren Pflegebedürftigkeit ärztliche oder therapeutische Maßnahmen erfordern. Die Geriatrie als fächerübergreifende medizinische Teildisziplin liefert den Bezugsrahmen für Altentherapie durch ihre Aufgabe, die Folgen von Krankheiten des alternden und alten Menschen zu mildern oder zu verzögern, um möglichst lange dessen Eigenständigkeit zu erhalten. Die altentherapeutische Leistung besteht darin, diesen Patienten konkrete, alltagsrelevante Verbesserungen ihrer Lebenssituation zu ermöglichen.

## Geschichte
Früher wurde die Behandlung der Betagten als Gerotherapie bezeichnet. Der demographische Wandel hat dazu geführt, dass sich Art und Qualität des Pflege- und Therapiebedarfs in der Bevölkerungsgruppe der älteren, alten oder hochbetagten Menschen entscheidend verändert haben.
Alte Menschen, die mit oder ohne Angehörige in ihrer angestammten Umgebung leben (wollen), sind besonders gefährdet, ihre Selbständigkeit in vielen Bereichen des täglichen Lebens zu verlieren. Altentherapie setzt immer da an, wo es um Erhaltung und Förderung der lebenspraktischen Fähigkeiten und Fertigkeiten geht.
Altentherapie steht damit in einer schon vor einigen Jahren begonnenen Reihe von Versuchen, eine angemessene Antwort auf die gesellschaftliche Entwicklung zu geben. Bund und Länder, Kostenträger und Sozialverbände, Kirchen und Politik versuchen auf je unterschiedliche Weise, tragfähige Konzepte für eine lange schon bekannte gesellschaftliche Herausforderung zu entwickeln, deren Problempotential erheblich ist.
So haben sie in der Vergangenheit auf diesen Sachverhalt reagiert, indem sie z. B. im Jahr 2005 die „Rahmenempfehlungen zur geriatrischen Rehabilitation“ entwickelten, die 2007/2008 dann in die Anerkennung eines neuen Konzeptes im Angebot der Gesetzlichen Krankenversicherung, der „mobilen geriatrischen Rehabilitation“, mündete. Dem Hausarzt kommt daher in medizinisch-therapeutischer Hinsicht wieder ein größeres Gewicht zu, die ambulante Behandlung hat Vorrang vor der stationären und vor allem wird angestrebt, das Rehabilitationspotential alter Menschen zu nutzen.
In großen Teilen der Öffentlichkeit wird Demenz als typische Alterskrankheit gesehen. Programme der Krankenkassen und der Bundesregierung, Filme und Romane, die Demenz als den langsamen Verlust der eigenen Persönlichkeit beschreiben, haben dazu beigetragen, dass die eigentlichen alterstypischen Krankheiten in den Hintergrund gerieten. Trotzdem sind es Erkrankungen vor allem aus den Bereichen Orthopädie, Innere Medizin und Neurologie, die den alten Menschen belasten und seine Eigenständigkeit einschränken.

## Einsatzbereiche und Maßnahmen
Maßnahmen der Altentherapie sind alle Leistungen, die sich pflegerisch, physiotherapeutisch, ergotherapeutisch und logopädisch auf solche Patienten beziehen, die in der ärztlichen Diagnose die indikationsspezifische Anforderungen zur Altentherapie erfüllen.
Indikationsspezifische ambulante Altentherapie kann erfolgen, wenn eine geriatrietypische Multimorbidität sowie ein höheres Lebensalter (i. d. R. 70 Jahre und älter) vorliegen.
Geriatrietypische Multimorbidität liegt vor, wenn die Kombination von Multimorbidität und geriatrietypischen Befunden bzw. Sachverhalten diagnostiziert ist. Ein Patient ist multimorbide, wenn er multiple strukturelle oder funktionelle Schädigungen (nach ICIDH) bei mindestens zwei behandlungsbedürftigen Erkrankungen aufweist.
Geriatrietypische Multimorbidität liegt vor, wenn die folgenden Merkmale (auch in Kombination) im Sinne eines geriatrischen Syndroms diagnostiziert wurden:
- Immobilität
- Sturzneigung und Schwindel
- kognitive Defizite
- Inkontinenz (Harninkontinenz, selten Stuhlinkontinenz)
- Druckgeschwüre (Dekubitalulcerea)
- Fehl- und Mangelernährung
- Störungen im Flüssigkeits- und Elektrolythaushalt
- Depression, Angststörung
- chronische Schmerzen
- Sensibilitätsstörungen
- herabgesetzte körperliche Belastbarkeit/Gebrechlichkeit
- starke Sehbehinderung
- ausgeprägte Schwerhörigkeit

Typische Hauptdiagnosen beim geriatrischen Patienten sind:
- Zustand nach Schlaganfall
- Zustand nach hüftgelenksnahen Frakturen
- Zustand nach operativer Versorgung mit Totalendoprothese von Hüfte und Knie
- Zustand nach Gliedmaßenamputation bei peripherer arterieller Verschlusskrankheit oder diabetischem Gefäßleiden

Zusätzliche Faktoren, die eine altentherapeutische Behandlung indizieren, sind das relativ hohe Risiko der Einschränkung der Selbständigkeit im Alltag bis hin zur Pflegebedürftigkeit sowie ein relativ hohes Risiko von Krankheitskomplikationen (Thrombosen, interkurrente Erkrankungen, Frakturen, verzögerte Rekonvaleszenz u. a.). Einem Patienten mit Zustand nach Apoplex z. B. muss durch die Therapie ermöglicht werden, sich in seiner Lebensumgebung wieder zurechtzufinden. Er benötigt also nicht nur isoliert in der Praxis stattfindende Behandlung, sondern zeitaufwendige individuelle Therapie in seiner unmittelbaren Umgebung, die z. B. Hilfe beim Anziehen, Einkaufen, Busfahren, Treppensteigen usw. und vor allem Kontinuität sowie ausreichend Zeit bietet. Die individuelle Anleitung und Begleitung durch den Altentherapeuten während einer bestimmten Zeit des Tages in konkreten Lebenssituationen des Patienten bietet die Möglichkeit, Therapieergebnisse zu verbessern, die jeweiligen Techniken ziel- und situationsbezogen einzusetzen. Durch solche gezielten altentherapeutischen Maßnahmen kann ein älterer Mensch den erwarteten und wünschenswerten Zuwachs an physischer, alltagspraktischer, psychischer und kognitiver Kompetenz entwickeln. Dies geschieht unter Nutzung und unmittelbarer Erprobung, Übung und Festigung der vom Altentherapeuten vermittelten Techniken in alltäglichen Situationen des Patienten. Altentherapie ist hinsichtlich des zeitlichen Aufwandes immer auf die Tages/Ausgangssituation bezogen. Ob ergo- oder physiotherapeutisch zu arbeiten ist, ob außerhalb der Wohnung gearbeitet wird, ob Anzieh- und Esstraining, Rollstuhl- oder Ausdauertraining absolviert werden soll oder ob soziale Aktivitäten verfolgt werden sollen, entscheidet sich nach Tages- und Leistungsform des Patienten.

## Gesellschaftliche Bedeutung
Der Erfolg rehabilitativer Maßnahmen bei älteren Menschen ist durch eine Vielzahl von Studien belegt (siehe dazu schon den Überblick in Meier-Baumgartner, Nerenheim-Duscha & Görres 1992). Diese Studien weisen auf Rehabilitationspotenziale im Alter hin, d. h. auf die physiologische und psychologische Kapazität zur Wiederherstellung der personalen Ressourcen für ein selbständiges und selbstverantwortliches Leben.
Der empirisch begründete Nachweis der Rehabilitationspotenziale hat den Gesetzgeber veranlasst, den Grundsatz „Rehabilitation vor Pflege“ im Fünften und Elften Buch Sozialgesetzbuch zu verankern. Die unbefriedigende Verwirklichung dieses Grundsatzes ist auch darauf zurückzuführen, dass viele Beteiligte keine ausreichenden Kenntnisse über die Rehabilitationspotenziale im Alter besitzen und somit die möglichen Effekte einer Rehabilitation bei älteren Menschen nicht korrekt einschätzen können.
Bedarf für Altentherapie besteht, wenn als Folge einer Schädigung Fähigkeitsstörungen oder Beeinträchtigungen des Patienten vorliegen. Die Fähigkeitsstörungen müssen, unter Beachtung der sozialen Kontextfaktoren (z. B. häusliches Wohnumfeld), für den Patienten alltagsrelevant sein, d. h. sie schränken seine Selbständigkeit und Gestaltungsmöglichkeit in den Bereichen ein, die zu den menschlichen Grundbedürfnissen gehören. Dazu gehören:
- Selbständigkeit beim Essen und Trinken
- Selbständigkeit in der persönlichen Hygiene
- Selbständigkeit in der Mobilität
- Selbständigkeit in der Kommunikation
- selbständige Gestaltung einer angemessenen Beschäftigung
- Selbständigkeit in der Gestaltung und Aufrechterhaltung der sozialen Integration

Entsprechende Fähigkeitsstörungen und/oder Beeinträchtigungen sind vor allem:
- Fähigkeitsstörungen in der Selbstversorgung (z. B. Ernährung, Körperpflege, Exkretion), die zur Abhängigkeit von fremder Hilfe (Pflegebedürftigkeit) führen können
- Fähigkeitsstörungen in der Fortbewegung, die ein Leben des Patienten außerhalb seiner Wohnung verhindern und so zu dessen sozialer Isolation führen können
- Fähigkeitsstörungen im Verhalten, z. B. als Folge einer vorübergehenden Verwirrtheit, die zu Störungen in der Orientierung und sozialen Integration führen können
- Fähigkeitsstörungen in der Kommunikation (z. B. Sprachverständnis, Sprachvermögen, Hören, Sehen) mit der Folge der Beeinträchtigung der örtlichen/räumlichen Orientierung
- Fähigkeitsstörungen in der körperlichen Beweglichkeit, die z. B. zur Beeinträchtigung der Selbstversorgung führen können
- Fähigkeitsstörungen in der Geschicklichkeit (z. B. bei manuellen Aktivitäten), die z. B. zu Beeinträchtigungen der Beschäftigung oder Haushaltsführung führen können
- Fähigkeitsstörungen in der Strukturierung des Tagesablaufes, die zu Beeinträchtigungen in unterschiedlichen Bereichen führen können

## Therapieziele
Das Therapieziel besteht darin, möglichst frühzeitig alltagsrelevante Fähigkeitsstörungen zu beseitigen, zu vermindern oder eine Verschlimmerung zu verhüten. Dabei wird das alltagsrelevante Therapieziel aus den Fähigkeitsstörungen und Beeinträchtigungen abgeleitet, die den Patienten in der selbständigen Bewältigung und Gestaltung der Lebensbereiche beeinträchtigen, die als Grundbedürfnisse menschlichen Daseins beschrieben werden.
Der anzustrebende Grad der Selbständigkeit ergibt sich aus der Alltagskompetenz in den Grundbedürfnissen.
Das vorrangige Therapieziel der Altentherapie ist die dauerhafte Wiedergewinnung, Verbesserung oder Erhaltung der Selbständigkeit bei den alltäglichen Verrichtungen, damit ein langfristiges Verbleiben in der gewünschten Umgebung möglich wird. Angestrebt wird dies u. a. durch:
- Verbesserung der Mobilität
- Verbesserung der sozialen Integration
- Vermeidung/Verminderung der Abhängigkeit von Pflegepersonen

Alltagsrelevant können in diesem Zusammenhang z. B. sein:
- Erreichen der Stehfähigkeit
- Erreichen des Bett-Rollstuhl-Transfers
- Verbesserung der Rollstuhlfähigkeit
- Erreichen des Toilettenganges/persönliche Hygiene
- Selbständige Nahrungsaufnahme
- Selbständiges An- und Auskleiden
- Gehfähigkeit über mehrere Treppenstufen, Gehfähigkeit innerhalb und außerhalb der Wohnung
- Tagesstrukturierung
- Selbständige Bewältigung von Alltagssituationen wie Einkaufen, Nutzung öffentlicher Verkehrsmittel usw.

Es kommt darauf an, dass der Übergang von einem bereits bestehenden Unterstützungsbedarf zu einem pflegerelevanten Bedarf so weitgehend wie möglich verhindert bzw. solange wie möglich hinausgezögert wird, damit die Menschen solange wie möglich in ihrer häuslichen Umgebung bleiben können, statt in ein Alten- oder Pflegeheim umzuziehen. Das ist auch eine zentrale Forderung des Forschungsprojektes „Möglichkeiten und Grenzen selbständiger Lebensführung in Privathaushalten“, mit dem die Bundesregierung im Jahr 2005 festlegte, die Aufrechterhaltung von Selbstbestimmung und Selbständigkeit im Alltag für ältere Patienten in den Mittelpunkt zu stellen.

## Ausbildung
Im Gegensatz zu den gesetzlich geschützten Berufsbezeichnungen Physiotherapeut, Ergotherapeut usw. handelt es sich bei den Altentherapeuten um eine ungeschützte, weil nicht staatlich geregelte Ausbildung. Das wieder führt dazu, dass inzwischen eine Vielzahl von Angeboten zur Aus- oder Weiterbildung zum Altentherapeuten besteht, die alle unterschiedliche Schwerpunkte setzen.
Verbindliche Standards für die Ausbildung hat die Bundesvereinigung für Altentherapie festgelegt. Sie versucht, durch eine verbindliche Ausbildungs- und Prüfungsordnung und eine von ihr verantwortete Abschlussprüfung für eine einheitliche und sichere Grundlage einer neuen beruflichen Qualifikation zu sorgen. Von ihr zertifizierte Fachschulen bieten die Ausbildungen an und werden auch von ihr überwacht. Bisher können solche Ausbildungen nur in Köln und Heidelberg absolviert werden.
Unter Berücksichtigung berufsqualifizierender Perspektiven sind bislang aber keine anderen nennenswerten Initiativen entwickelt worden. Einige Bundesländer haben die nun in ihrer Zuständigkeit liegende Altenpflege – Ausbildung um einige Elemente ergänzt, die sich aus dem demographischen Wandelt ergeben, aber keine adäquate Antwort auf neue berufliche Entwicklungen geben können.